# Baños de La Albotea
El balneario Baños de La Albotea, comúnmente llamado como el balneario de La Albotea es un balneario y espá que está ubicado a unos 3 km de Cervera del Río Alhama en el sureste de La Rioja. 
Comenzó a funcionar en 1851 por iniciativa del Dr. Manuel Matheu y Fort con las instalaciones de la galería de baños y una primera fase del edificio de hospedaje que se unían mediante un paso cubierto.
El acceso al balneario se halla en el km 13, desde el inicio de la carretera LR-123 en Valverde (La Rioja), en un cruce por el que se pasa por el río Alhama y llega al aparcamiento del balneario.

## Historia
Su Médico Director, Inocente Escudero, redactó y publicó en Zaragoza en 1865, un libro manual que recoge las propiedades de las aguas medicinales y describe la edificación e instrumental de la época.
Después de un incendio en las instalaciones de calentamiento del agua, el balneario cerró sus puertas a finales del siglo XIX y el edificio se destinó en parte a almacén de aperos de la finca en que se convirtió su jardín.
En el año 2000, el Ayuntamiento de Cervera del Río Alhama, el Gobierno de La Rioja y el Ministerio de Fomento convocaron un concurso de Arquitectura para posibilitar la restauración que ganaron los arquitectos Conrado Capilla Frías y José Virgilio "Pucho" Vallejo Lobete. Según dicho proyecto, el edificio antiguo se rehabilitó totalmente y se construyeron nuevos pabellones para alojar la zona de tratamientos y demás instalaciones hoteleras.
En el año 2024, la asociación cerverana y el alcalde Álvaro Forcada anunciaron la reapertura del balneario para mediados de julio de ese año.

## Actualidad
Durante junio de 2024, se anunció por parte del ayuntamiento de Cervera del río Alhama, la reapertura del balneario. Que incluso, asistió el presidente de la comunidad autónoma de La Rioja, Gonzalo Capellán.
Desde junio, están reformando y arreglando el balneario para usarse en los próximos meses.
- Datos: Q5723864